# WET Design
WET Design (afgeleid van Water Entertainment Technologies) is een Amerikaans bedrijf gespecialiseerd in het ontwerpen van waterornamenten. Het hoofdkantoor van het bedrijf bevindt zich in Sun Valley, een wijk van Los Angeles. Het bedrijf is opgericht in 1983 door voormalig Walt Disney Imagineers Mark Fuller, Melanie Simon en Alan Robinson.
Het bedrijf staat bekend om zijn waterornamenten in de Verenigde Staten en in de rest van de wereld. WET heeft veel nieuwe technologieën ontworpen en geïntroduceerd sinds 1983. Zo was het de eerste die gebruikmaakte van laminaire stroming en luchtdruk voor zijn fonteinen. Daarnaast kenmerken de fonteinen van WET Design zich door de verscheidenheid aan bewegingen en de precisie ervan. Een van de meest bekende werken van WET zijn de Fountains of Bellagio in Las Vegas.

## Geschiedenis

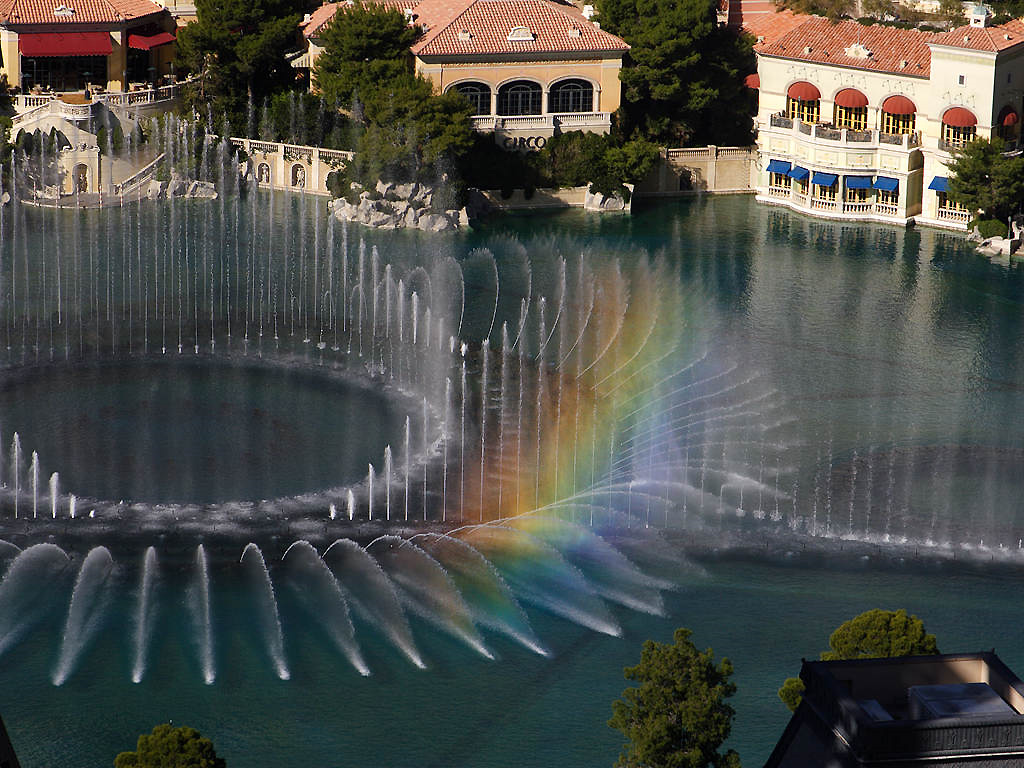
De Bellagio Fountains bij het Bellagio, Las Vegas, Nevada.

Het voorgaande werk van WET Design is terug te vinden in een van Mark Fuller zijn onderzoeken voor een studie civiele techniek aan de University of Utah. Hierin ontwierp hij de basis voor het gebruik van laminaire stroming in fonteinen. Nadat hij een studie product design aan Stanford-universiteit werd hij in dienst genomen door Walt Disney als een imagineer. Hier creëerde hij al verschillende fonteinen waaronder de Leapfrog Fountain in Epcot.
In 1983 besloten Fuller en twee collega's te stoppen bij Walt Disney om WET Design op te richten. De eerste grote klus van het bedrijf werd Fountain Place in Dallas, Texas. Dit was een samenwerking met architecten Peter Ker Walker en Dan Kiley. Sindsdien heeft het bedrijf samengewerkt met onder andere Skidmore, Owings and Merrill, Pei Cobb Freed, Philip Johnson & Alan Ritchie, SWA Architects, OLIN, Peter Walker, Kevin Roche, John Dinkeloo en Steve Wynn. WET Design ging zelfs een samenwerking aan met Worlds of Wonder, een speelgoedbedrijf, waarmee ze een waterspel ontwierpen. Later werd het spel ook verkocht door Buddy L en Wham-O.
Mark Fuller was in naam van WET te gast in CBS Sunday Morning van 15 augustus 2010 waar hij discussieerde over de invloed van fonteinen op mensen en over zijn carrière als fonteinontwerper. Een jaar later, in 2011, wordt WET genoemd in een nieuw boek van Charles Fishman. In het boek, The Big Thirst, worden de culturele en psychologische connecties van mensen met water beschreven. Ook in 2011 gaf Fuller een interview met New York Times journalist Adam Bryant waarin werd gesproken over de ontwikkeling en wat WET uniek maakt.

## Bekende werken

### Binnen de Verenigde Staten
- The Fountains of Bellagio (Las Vegas)
- Waters of Americana at Brand, Glendale (Californië)
- Brooklyn Museum Fountain (Brooklyn, New York)
- The Olympic Cauldron (Salt Lake City)
- City Creek Center Fountain (Salt Lake City)
- Columbus Circle Fountains (New York)
- Fanfare at San Pedro Gateway (San Pedro, Californië)
- Fountain of Nations (Orlando)
- Fountain Place (Dallas)
- Gas Company Tower Water Feature (Los Angeles)
- The Grove Fountain (Los Angeles)
- Los Angeles Music Center Fountain (Los Angeles)
- McNamara Terminal Fountain (Detroit)
- The Mirage Volcano (Las Vegas)
- Navy Pier Fountain (Chicago)
- Universal CityWalk Fountain (Los Angeles)
- CityCenter (Las Vegas)

### Buiten de Verenigde Staten
- Verenigde Arabische Emiraten: Dubaifontein (Dubai)
- Nederland: Aquanura (Efteling), Kaatsheuvel
- Australië): Crown Casino Water/Fire Feature (Melbourne)
- Marokko: Morocco Mall Fountain (Casablanca)
- Macau: Performance Lake
- Japan: Tokyo Dome Fountain (Tokio)

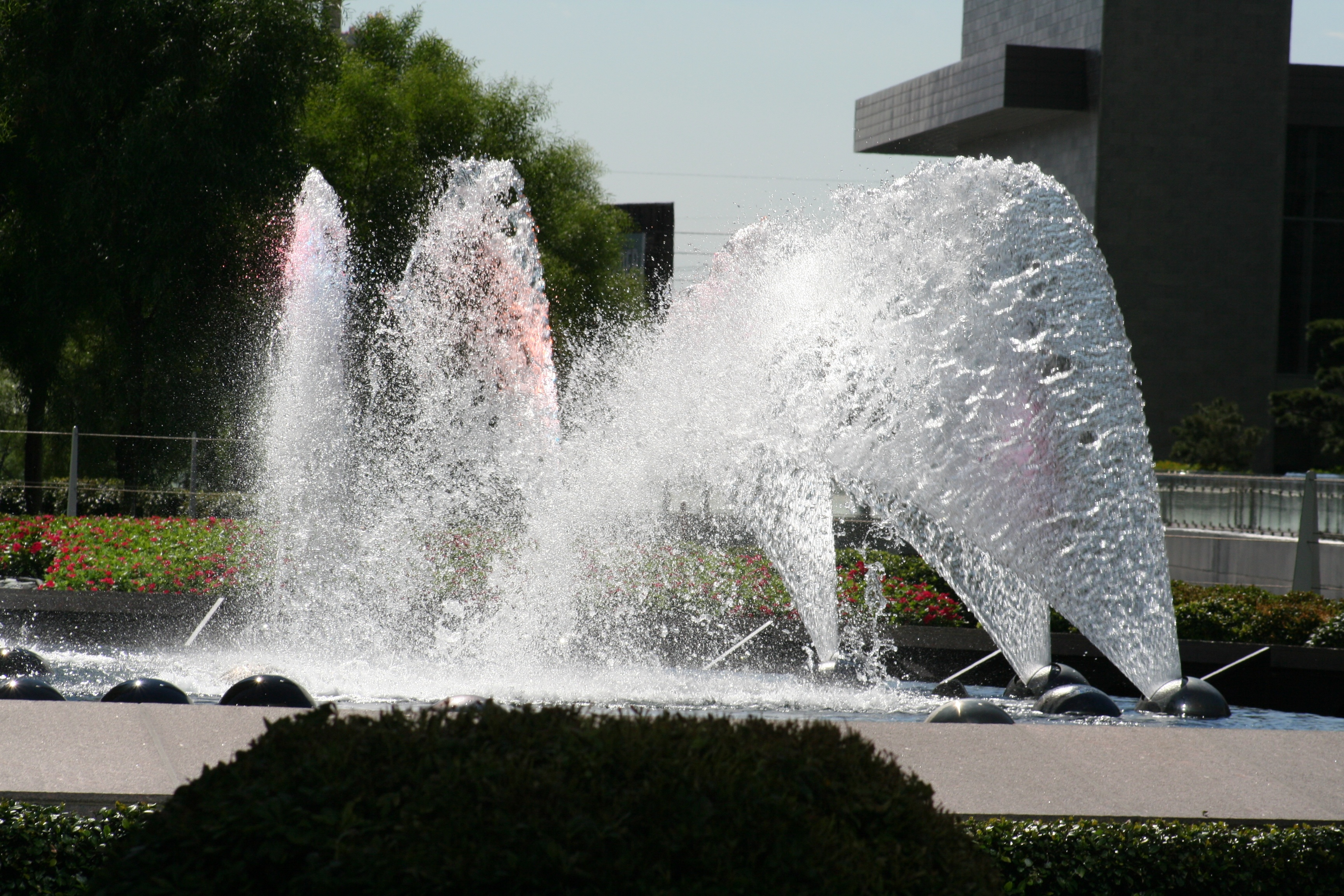
Een van de vijf fonteinen in het CityCenter in Las Vegas.
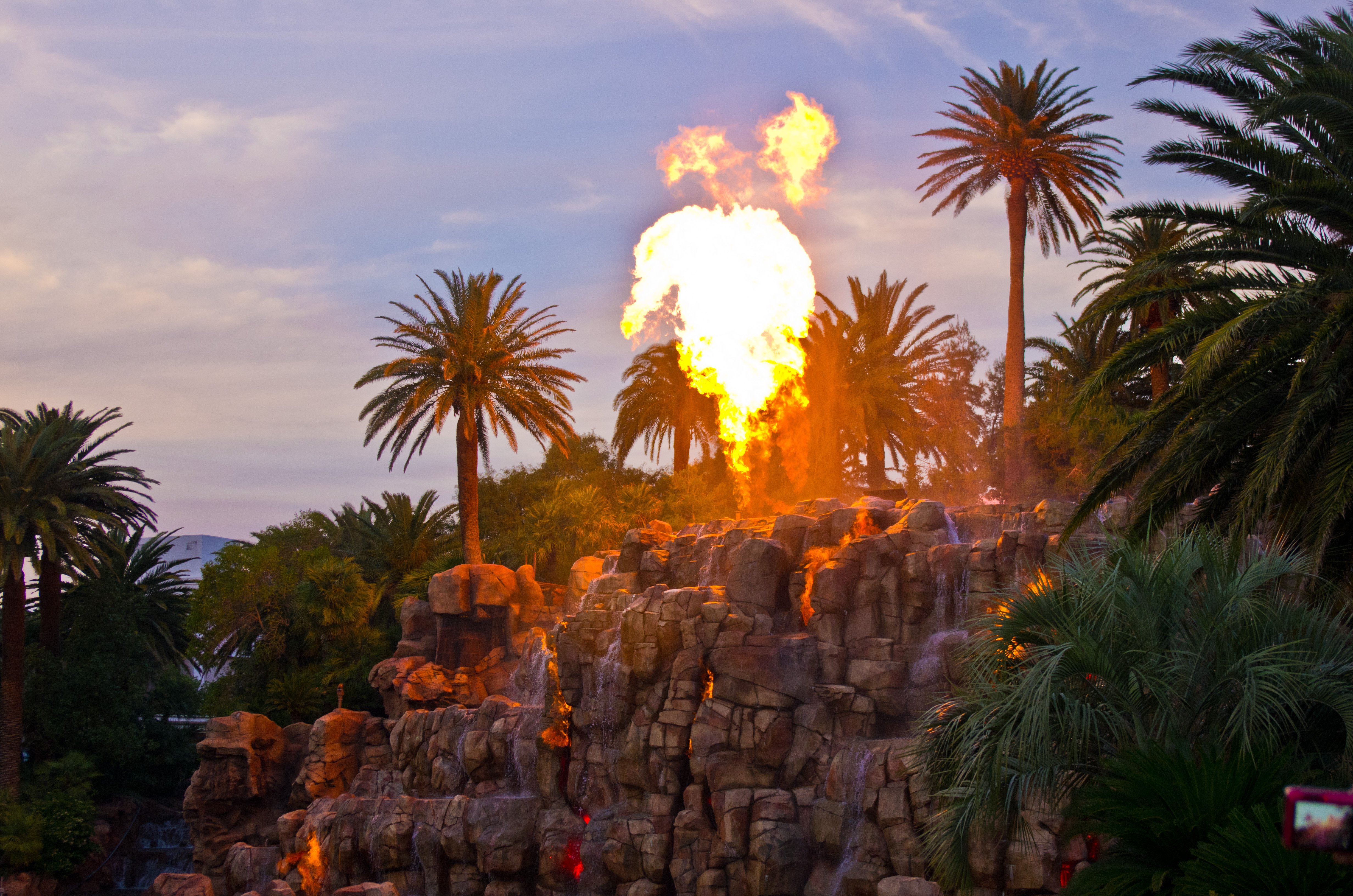
The Mirage Vulkaan bij The Mirage in Las Vegas.
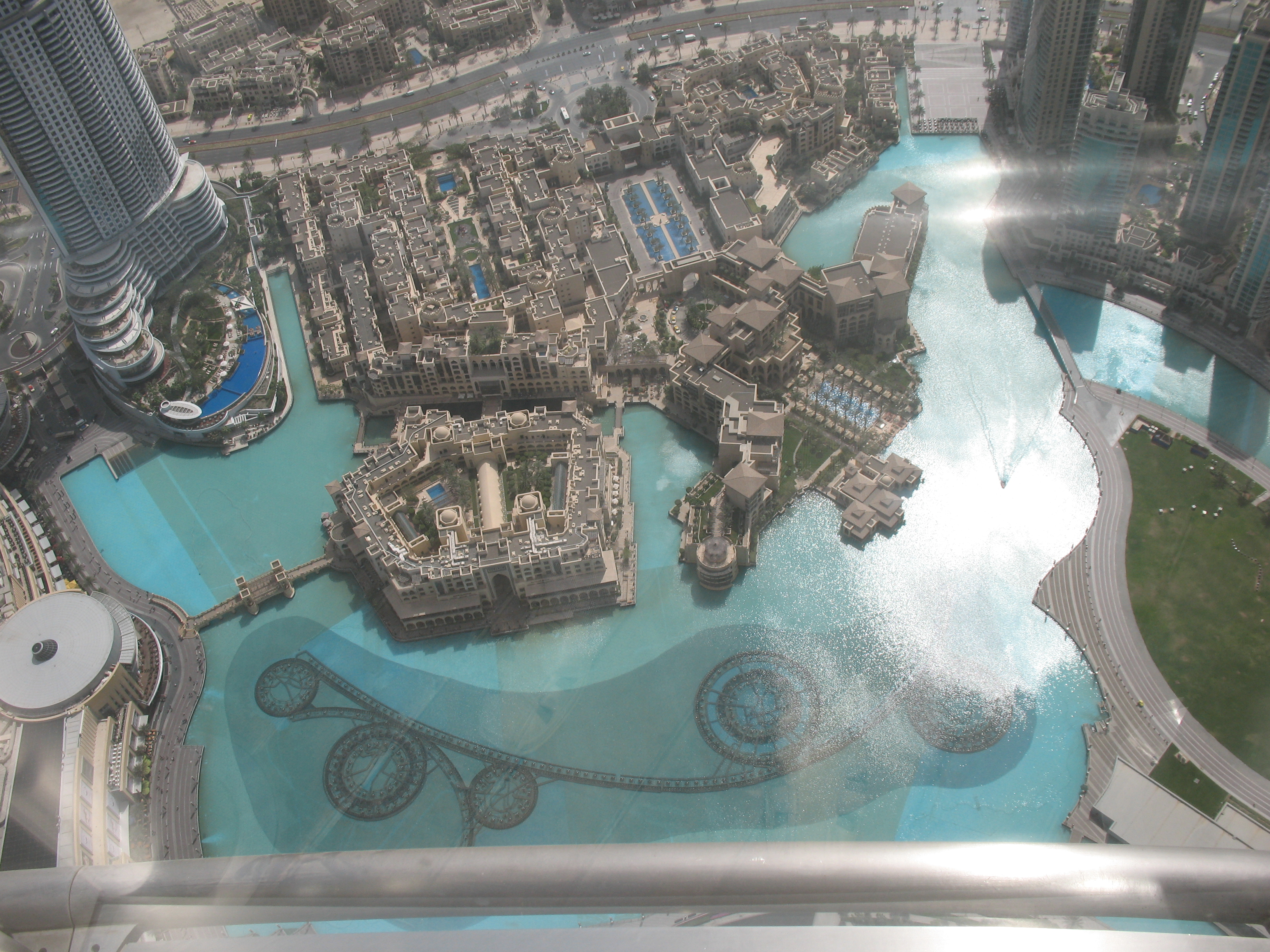
The Dubai Fountains in Dubai (Verenigde Arabische Emiraten). Gezien vanaf de Burj Khalifa.
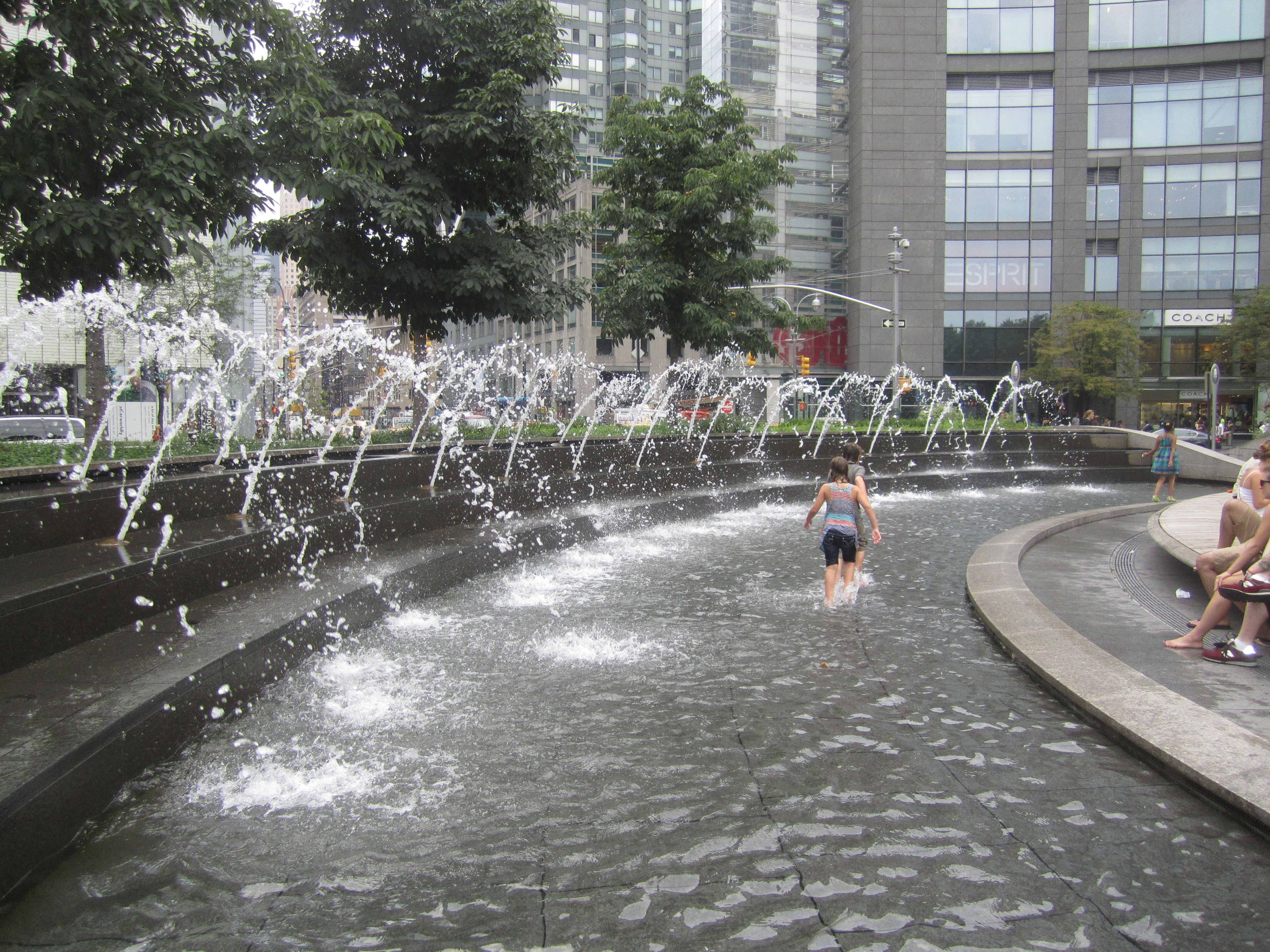
The fonteinen bij de Columbus Circle in New York.
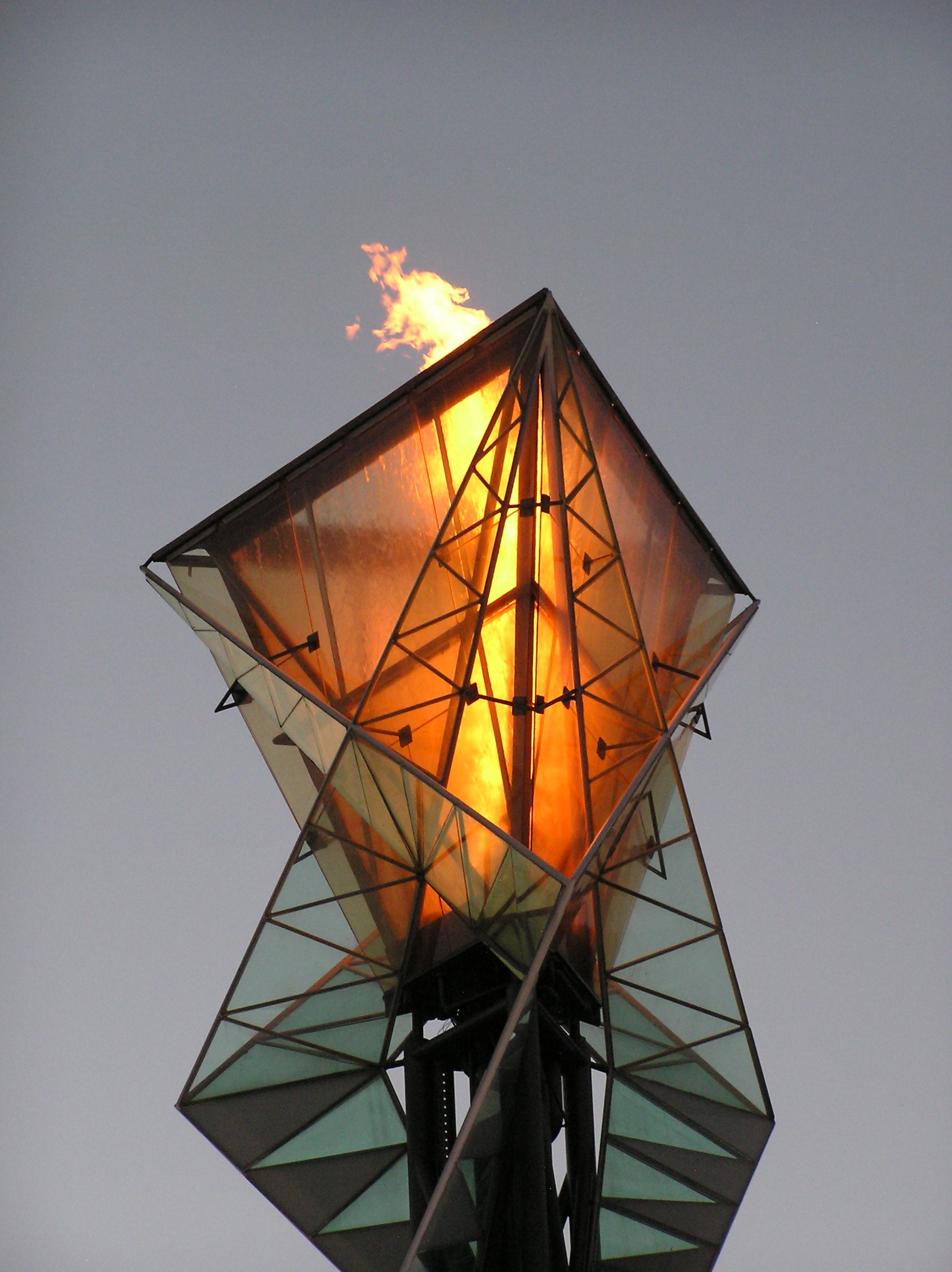
The Olympic Cauldron bij het Rice-Eccles Stadium in Salt Lake City.
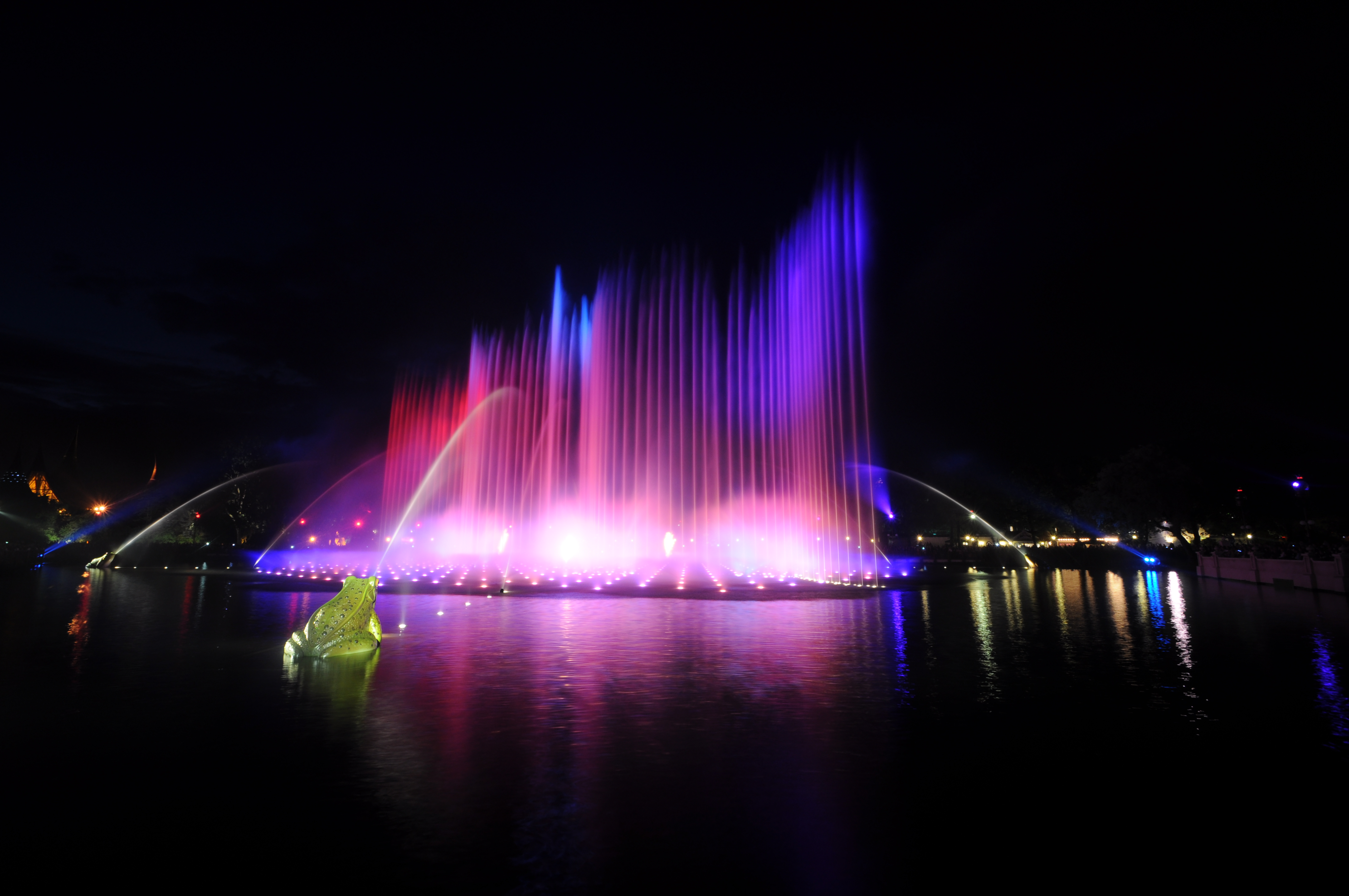
Aquanura in de Efteling (Nederland)